# Falcileptoneta amakusaensis
Falcileptoneta amakusaensis är en spindelart som beskrevs av Teruo Irie och Ono 2005. Falcileptoneta amakusaensis ingår i släktet Falcileptoneta och familjen Leptonetidae. Inga underarter finns listade i Catalogue of Life.